# Microsoft Money
O Microsoft Money é um software de gestão finanças pessoais desenvolvido pela Microsoft. Sua função é auxiliar as pessoas a gerir todas as suas contas pessoais. Ele serve não só para as contas bancárias, mas também  para gerir investimentos, hipotecas ou transacções relativas à casa ou ao carro.
Este programa elabora gráficos de vários tipos relativos à evolução das contas pessoais.
O Microsoft Money permite a sincronização de operações com diversas entidades bancárias. Actualmente em Portugal apenas o Millennium BCP suporta esta funcionalidade.
No Brasil, apesar de não ser habilitada a sincronização, a maioria dos bancos permitem que os extratos sejam salvos em formato .ofx que podem ser importados e gerenciados pelo MS Money.
O GNUCash é uma alternativa livre e gratuita ao Microsoft Money.
Outra alternativa livre é o MoneyLog que é uma página de Internet e um programa ao mesmo tempo, necessitando apenas de um navegador e/ou bloco de notas para sua utilização.